# Juan José Matarí
Juan José Matarí Sáez (Almería, 24 de diciembre de 1959) es un político español, diputado por Almería en el Congreso durante las VII, VIII, IX, X, XI y XII legislaturas.

## Biografía
Licenciado en Derecho. Entre 1982 y 1987 fue miembro de la Secretaría General Adjunta de Acción Territorial del Partido Popular; entre 1987 y 1990 fue coordinador técnico de Comisiones Nacionales de Estudio del Partido Popular y desde entonces hasta 1994 fue asesor del Grupo Parlamentario Popular en el Congreso. Entre 1994 y 1996 fue diputado en el Parlamento de Andalucía, durante las legislaturas IV y V. 
En 1996 fue senador durante la VI legislatura. Ese mismo aceptó el cargo de director del gabinete del Ministerio de Trabajo, por lo que cesó su mandato parlamentario. En marzo de 2000 fue elegido diputado por Almería al Congreso y desde entonces ha sido reelegido en 2004, 2008, 2011, 2015 y 2016. Es miembro del Comité Ejecutivo Nacional del PP.